# SBAB Bank
SBAB Bank AB er en statsejet svensk bank, der driver virksomhed på det svenske lånemarked for boliger. SBAB begyndte sin virksomhed den 1. juli 1985 for at finansiere statslige boliglån. Siden begyndelsen af 1990'erne konkurrerer virksomheden med private aktører som bl.a. banker og tilbyder lån til private kunder.
SBAB-koncernen består af datterselskaberne AB Sveriges Säkerställda Obligationer (SCBC), der udsteder særligt dækkede obligationer og FriSpar Bolån AB, der er et samejet kreditmarkedsselskab hovedsagelig med virksomhed i dele af det sydlige Sverige. SBAB Banks ejerandel i FriSpar udgør 51 procent, de øvrige ejere er Sparbanken Öresund, som ejer 39,2 procent og Sparbanken Syd, som ejer 9,8 procent.
SBAB Bank AB's administrerende direktør er Klas Danielsson og bestyrelsesformand er Bo Magnusson. Banken beskæftiger cirka 420 ansatte, der administrerer en udlånsportefølje på cirka 257 milliarder svenske kronor. SBAB Bank AB har en markedsandel på 9 procent.